# Xu Zhiqiang
Xu Zhiqiang (kinesiska: 許 志強), född den 4 mars 1963, är en kinesisk gymnast.
Han tog OS-silver i lagmångkampen i samband med de olympiska gymnastiktävlingarna 1984 i Los Angeles.